# NGC 3809
NGC 3809 (również PGC 36263 lub UGC 6649) – galaktyka soczewkowata (S0), znajdująca się w gwiazdozbiorze Wielkiej Niedźwiedzicy. Odkrył ją Heinrich Louis d’Arrest 20 sierpnia 1866 roku.